# Berkeley Castle
Berkeley Castle (udtalt Barkli) (Berkley Castle eller Barkley Castle) er et slot i byen Berkeley i Gloucestershire i England. Borgen kan dateres til 1000-tallet.
Borgen tilhørte Berkeley-familien siden opførslen i 1100-tallet, bortset fra en periode, hvor den var i kongens eje under Tudordynastiet. Traditionelt har man ment, at det var stedet, hvor kong Edvard 2. blev myrdet i 1327.
Den drives i dag som turistattraktion af English Heritage og er en listed building af 1. grad.